# 世界人道主義日
世界人道主義日（World Humanitarian Day）是國際性的節日，2009年時，聯合國大會將8月19日設立為世界人道主義日。之所以定在這一天，是因為2003年8月19日，联合国秘书长驻伊拉克特别代表、前联合国人权事务高级专员塞尔吉奥·维埃拉·德梅洛和他的21名同事在巴格达的联合国辦事處被炸死。

## 外部連結
- World Humanitarian Day （页面存档备份，存于）
- The Sergio Vieira de Mello Foundation （页面存档备份，存于）
- The General Assembly of the United Nations （页面存档备份，存于）